# Moise Vodă
Moise (n.  ? – d. 29 august 1530), (domnitor al Țării Românești între ianuarie sau martie 1529 - iunie 1530) este fiul lui Vladislav al III-lea așa cum singur se intitulează în actele sale.

## Biografie
Moise apare prima oară ca o soluție de compromis pe tronul Țării Românești în încercarea nobilimii autohtone de a respinge numirea directă de către sultan a lui Basarab contrar legilor țării privitoare la succesiune și a uzanțelor diplomatice convenite cu Înalta Poartă la acel moment.
În primă fază, noul domnitor ține strânse relațiile cu Înalta Poartă, la cererea acesteia trimite în misiune, în 1529, pe boierul dregător Stoican la Mathias Armbruster, primarul Sibiului, cu somarea de-a recunoaște și a se supune regelui Ioan I Zapolya, sub amenințarea intervenției militare. Nereușita misiunii va atrage represalii, Moise trimițând în noiembrie un corp expediționar condus de Drăgan postelnicul din Merișani și Neagoe din Periș, asasinii lui Radu de la Afumați și, probabil, ai pretendentului Basarab, cu scopul de a cuceri cetățile Vințul și Vupărul (Börberek) și de a-i intimida pe sași. Caracterul misiunii este surprins într-o scrisoare pe care voievodul o adresează brașovenilor: "[...] astfel am făcut domnia mea, după porunca împăratului turcesc, și am trimis domnia mea pe boierii și oastea domniei mele în ținutul Ardealului și mult rău și pradă au făcut [...]".
După expediția otomană eșuată asupra Vienei din toamna aceluiași an, Moise își recalculează poziția vis-à-vis de obediența față de Soliman Magnificul și încearcă apropierea de arhiducele Ferdinand I al Austriei și de aliatul său în zonă, domnitorul Moldovei Petru Rareș. Mișcarea este prinsă de adversarii Craioveștilor care organizează opoziția.
În acest context apar și ultimele două misiuni ale cneazului Ioan din Rășinari, una dintre ele privind studierea efectivului militar și mișcările armatei otomane în țara Românească, ultima rămânând secretă, fiind, probabil, legată de vreo înțelegere pe plan militar în caz de răscoală a secuimii în contra lui Ioan I Zapolya.
În 13 februarie 1530, cu prilejul nunții sorei sale cu Barbu II Craiovescu, Moise ordonă asasinarea unor boieri (printre care și Drăgan postelnicul din Merișani și Neagoe din Periș) din partida oponentă Craioveștilor și, implicit, ideilor anti-otomane. Boierii oponenți care nu au participat la sângeroasa nuntă se refugiază peste Dunăre propunând ca domn pe Vlad al VI-lea Înecatul. Acesta primește acceptul Înaltei porți și în luna mai, însoțit de armată otomană, pornește pe drumul spre tronul părinților săi.
După câteva lupte favorabile, în primele zile ale lui iunie 1530, Moise este obligat să se retragă în Transilvania, unde găsește adăpost la Sibiu. Vlad Vodă Înecatul, noul domnitor, condiționa buna pace cu Sibiul, cerând, imediat, prin Stan pârcălabul cetății Poenari, arestarea și omorârea lui Moise, ocrotit în cetatea Sibiului.
În august 1530 Moise, cere ajutorul arhiducelui Ferdinand I, obținând o puternică armată de mercenari condusă de Ștefan Mailat, viitorul voievod al Transilvaniei, pe 24 august intră în Țara Românească prin pasul Rucăr în drum spre Slatina, unde erau tabăra și trupele cumantului său, Barbu al II-lea Craiovescu cu care se întâlnește în ziua de 28 aceeași lună. Pe 29 august 1530 în luptele de la Viișoara de lângă Slatina, Moise și Barbu Craiovescu sunt uciși și oastea spulberată. Mormântul lui Moise Vodă, alături de cel al cumnatului său, se află la Mănăstirea Bistrița, ctitorie a Craioveștilor.
Domnia lui Moise poate fi luată drept o domnie model a timpului său: scurtă, oscilantă, măcinată de lupte interne între diversele fracțiuni nobiliare și piperată cu execuții și lupte sângeroase. Neputința de a impune o viziune politică clară și stabilă este indeobște dictată de situația marilor puterilor învecinate: Imperiul Otoman, care, ajuns la apogeu, încerca disperat să amâne decăderea firească și monarhia Habsburgilor, ce tocmai începea să își croiască stăpânirea și pretențiile în zonă.
Moise a avut o fică, Zamfira (1516-1580).